# Termodinamika
A termodinamika vagy magyar nevén hőtan a fizika energiaátalakulásokkal foglalkozó tudományterülete.
Egy magára hagyott termodinamikai rendszerben az intenzív állapotjelzők eloszlása homogénné válik, vagyis a rendszer egyensúlyi állapotba kerül. Az egyensúlyi állapottal a termosztatika foglalkozik. Minden pontjában ugyanakkora nyomás, hőmérséklet stb. lesz. Termodinamikai elveken (is) alapszik pl.: időjárás-előrejelzés, robbanómotorok, repülőgép-hajtóművek, hűtőszekrény, kuktafazék, kémény. Néhány fogalom, mely kapcsolódik a termodinamikához:
- tömeg
- tömegáram
- hőátadás
- munka
- hő
- belső energia
- nyomás
- fázis
- entrópia
- entalpia
- fajhő
- ideális gáz
- Carnot-körfolyamat.

## Klasszikus termodinamika

### 0. főtétel: a termodinamikai rendszer egyensúlya
A nulladik főtétel tulajdonképpen nem egyetlen „törvényt”, hanem több posztulátumot jelent, amelyek a termodinamikai rendszer egyensúlyával kapcsolatosak. Ezek:
- bármely magára hagyott termodinamikai rendszer egy idő után egyensúlyi állapotba kerül, amelyből önmagától nem mozdulhat ki;
- egy egyensúlyban levő termodinamikai rendszer szabadságfokainak száma a környezetével megvalósítható kölcsönhatások számával egyenlő;
- a két testből álló magára hagyott termodinamikai rendszer egyensúlyban van, ha a testek között fellépő kölcsönhatásokat jellemző intenzív állapothatározóik egyenlők;
- az egyensúly tranzitív (ha A rendszer termodinamikai egyensúlyban van C rendszerrel és B rendszer is termodinamikai egyensúlyban van C rendszerrel, akkor ebből következik, hogy A és B rendszer is termodinamikai egyensúlyban van egymással).

### I. főtétel: az energiamegmaradás törvénye
A termodinamika első főtétele mennyiségi összefüggést állapít meg a mechanikai munka, a cserélt hő és a belső energia változása között.
Egy nyugvó és zárt termodinamikai rendszer belső energiáját, amennyiben annak belsejében nem zajlik le fázisátalakulás vagy kémiai reakció, kétféleképpen lehet megváltoztatni: munkavégzéssel és hőközléssel. A rendszer belső energiájának megváltozása ΔU tehát a vele közölt Q hőmennyiség és a rajta végzett W (bármilyen) munka összege:
{\displaystyle \Delta U=Q+W\,}
Áramló közegre a hő és a technikai munka összege így számolható:
{\displaystyle q_{12}+w_{t12}=h_{2}-h_{1}+{\frac {1}{2}}(c_{2}^{2}-c_{1}^{2})+g(z_{2}-z_{1})}
ahol q a hő, wt12 a technikai munka, h az entalpia, c a közegáramlás sebessége, g a gravitációs állandó és z a vizsgált pont magassága (helyzete).
Differenciális alakban:
{\displaystyle \mathrm {d} U=\delta Q+\delta W\,}
Következménye: Nincs olyan periodikusan működő gép, ú.n. elsőfajú perpetuum mobile, mely hőfelvétel nélkül képes lenne munkát végezni.

### II. főtétel
A második főtétel a spontán folyamatok irányát szabja meg. Több, látszólag lényegesen különböző megfogalmazása van.
- Clausius-féle megfogalmazás (1850): A természetben nincs olyan folyamat, amelyben a hő önként, külső munkavégzés nélkül hidegebb testről melegebbre menne át. Csakis fordított irányú folyamatok lehetségesek.

- Kelvin-Planck-féle megfogalmazás (1851, 1903): A természetben nincs olyan folyamat, amelynek során egy test hőt veszít, és ez a hő munkává alakulna át. Szemléletesen egy hajó lehetne ilyen, amelyik a tenger vizéből hőenergiát von el, és a kivont hőenergiával hajtja magát. Ez nem mond ellent az energiamegmaradásnak, mégsem kivitelezhető.

Az ilyen gépet másodfajú perpetuum mobilének nevezzük, tehát az állítás szerint nem létezik másodfajú perpetuum mobile.
A két megfogalmazás egymásból következik, de a levezetése nem teljesen egyszerű.
A második alaptörvénynek ezek és az ezekhez hasonló megfogalmazásai zavarbaejtőek, hiszen a fizika többi, összefüggéseket megállapító törvényeivel szemben valaminek a létezését tagadják. Egy jobb megfogalmazás végett egy új fogalom került bevezetésre: az entrópia. A termodinamika második alaptörvénye az entrópia felhasználásával a következőképpen fogalmazható meg: a magukra hagyott rendszerek entrópiája spontán folyamatokkal nem csökkenhet.

### III. főtétel
Nernst megfogalmazása szerint az abszolút tiszta kristályos anyagok entrópiája nulla kelvin hőmérsékleten zérus.